# Dąb Dunin
Dąb Dunin – dąb szypułkowy, jeden z pomnikowych dębów w Puszczy Białowieskiej (obwód pnia na wysokości 130 cm od podstawy 530–550 cm (2001 r.), wysokość 13 m). Dąb rośnie na otwartej przestrzeni niedaleko wsi Przybudki i jest pozostałością po dawnej Puszczy Ladzkiej. Drzewo miało niegdyś strzelisty kształt, dzisiaj ma kształt rozłożysty i jest to efekt uderzeń pioruna, w wyniku których połamane zostały jego konary. W roku 2001 wiek drzewa był szacowany na 330-350 lat, natomiast w roku 2021 szacowano jego wiek na prawie 400 lat . Jako pomnik przyrody został zarejestrowany w 2001 roku, uzyskał numer 1379.
Obecnie dąb nosi imię Dunin na cześć polskiego i białoruskiego poety oraz dramaturga Wincentego Dunina-Marcinkiewicza, nazwę tę mu nadał Janusz Korbel. Przedtem był znany pod nazwą Strażnik Puszczy . Istnieje ryzyko, że dąb rozpadnie się na pół . Dąb jest inspiracją dla artystów, znalazł się m.in. a okładce płyty „Scenariusz” zespołu Hoyraky, umieszczony został w filmie „Wielkie drzewa” w ramach cyklu reportaży „Czytanie Puszczy”, pojawia się w filmie fabularnym „Nazywam się Sara”, uwieczniony został na obrazie Marka Sapiołki „Dąb w Przybudkach” .
Dąb wygrał w ogólnopolskim konkursie Drzewa Roku 2021, w 2022 roku wygrał w plebiscycie na Europejskie Drzewo Roku.